# Innio Jenbacher

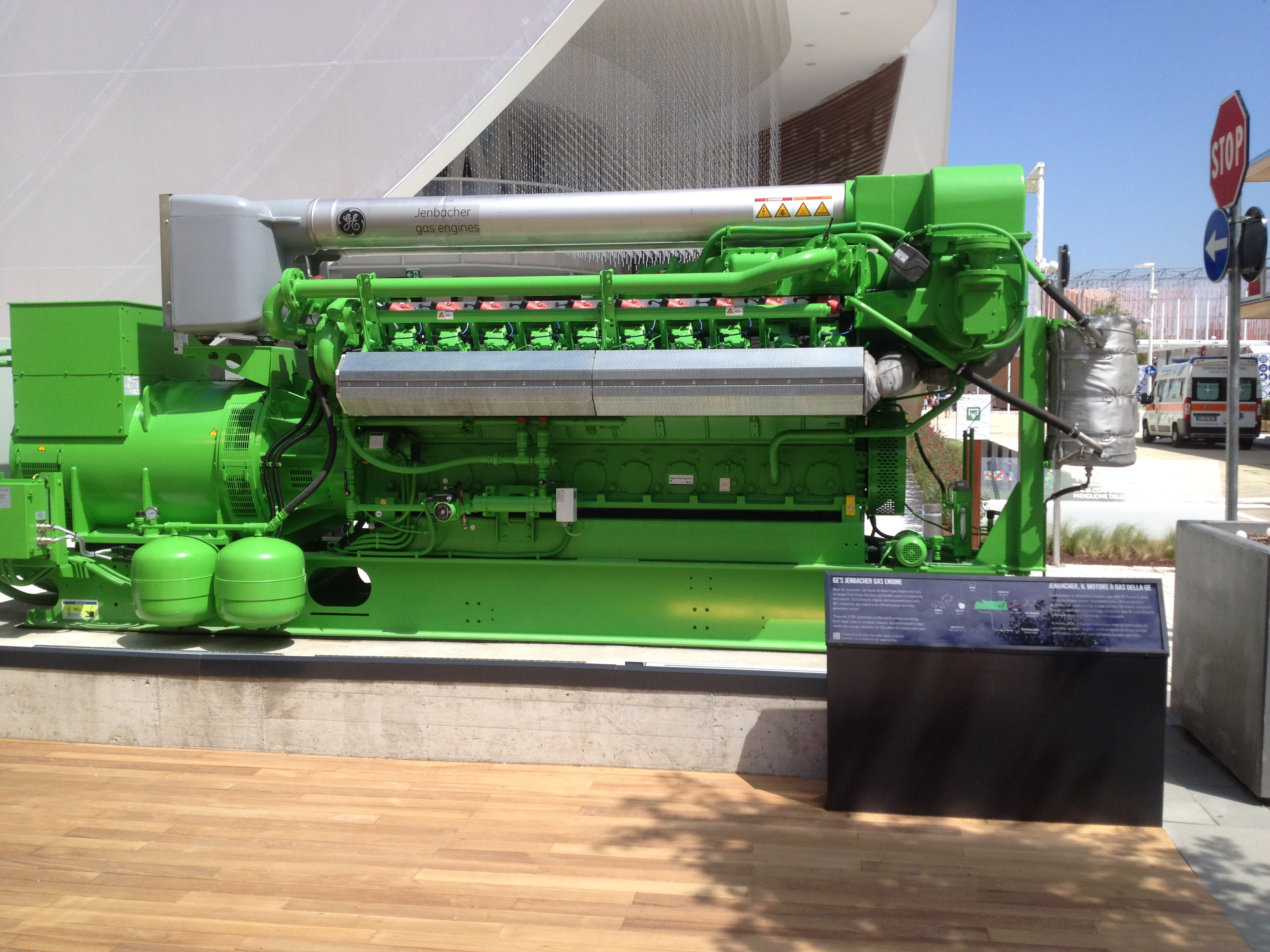
Vorstellung eines Gasmotors auf der Expo 2015 in Mailand

Die Innio Jenbacher GmbH & Co OG, Eigenschreibweise INNIO, (von 2003 bis 2018 GE Jenbacher GmbH & Co OG) in Jenbach in Tirol ist ein Hersteller von Gasmotoren und Blockheizkraftwerken. Jenbacher ging aus den ehemaligen Jenbacher Werken, einem Hersteller von Dieselmotoren, Lokomotiven und Eisenbahntriebwagen hervor.

## Firmenprofil und Produkte
Innio Jenbacher stellt Gasmotoren und Blockheizkraftwerke in Containerbauweise zur Energieversorgung her.
Am Hauptsitz Jenbach, in der Produktionszentrale, sind etwa 1500 Mitarbeiter beschäftigt, weltweit mehr als 2000. Das Unternehmen war bis Juni 2018 im Besitz von General Electric und dort Teil der Sparte Distributed Power. Nach dem Verkauf an Advent International ist Jenbacher als eigenständige Produktlinie mit den Schwesterfirmen Waukesha Engines und der vormaligen GE Kapfenberg (Zündkerzenentwicklung) unter dem neuen Firmen- und Markennamen Innio vereinigt.
| Baureihe                           | J 208                | J 212                | J 312                | J 316                | J 320                | J 412                | J 416                | J 420                | J 424 | J 612                      | J 616                      | J 620                      | J 624                      | J 920               |
| ---------------------------------- | -------------------- | -------------------- | -------------------- | -------------------- | -------------------- | -------------------- | -------------------- | -------------------- | ----- | -------------------------- | -------------------------- | -------------------------- | -------------------------- | ------------------- |
| Zylinderanzahl                     | 8                    | 12                   | 12                   | 16                   | 20                   | 12                   | 16                   | 20                   | 24    | 12                         | 16                         | 20                         | 24                         | 20                  |
| Bohrung (mm)                       | 135                  | 135                  | 135                  | 135                  | 135                  | 145                  | 145                  | 145                  | -     | 190                        | 190                        | 190                        | 190                        | 310                 |
| Hub (mm)                           | 145                  | 145                  | 170                  | 170                  | 170                  | 185                  | 185                  | 185                  | -     | 220                        | 220                        | 220                        | 220                        | 350                 |
| Hubraum / Zylinder (Liter)         | 2,08                 | 2,08                 | 2,43                 | 2,43                 | 2,43                 | 3,06                 | 3,06                 | 3,06                 | -     | 6,24                       | 6,24                       | 6,24                       | 6,24                       | 26,4                |
| Gesamthubraum (Liter)              | 16,6                 | 24,2                 | 29,2                 | 38,9                 | 48,7                 | 36,7                 | 48,9                 | 61,1                 | -     | 74,9                       | 99,8                       | 124,8                      | 149,7                      | 528,3               |
| Drehzahl (Drehfrequenz) 1/min (Hz) | 1500 (50), 1800 (60) | 1500 (50), 1800 (60) | 1500 (50), 1800 (60) | 1500 (50), 1800 (60) | 1500 (50), 1800 (60) | 1500 (50), 1800 (60) | 1500 (50), 1800 (60) | 1500 (50), 1800 (60) |       | 1500 (50) / +Getriebe (60) | 1500 (50) / +Getriebe (60) | 1500 (50) / +Getriebe (60) | 1500 (50) / +Getriebe (60) | 1000 (50), 900 (60) |
| Leistung (kWel)                    | 250 bis 335          | 375 bis 501          | ~500 bis ~1.000      | ~500 bis ~1.000      | ~500 bis ~1.000      | ~900 bis ~1.500      | ~900 bis ~1.500      | ~900 bis ~1.500      |       | ~1.800 bis ~4.500          | ~1.800 bis ~4.500          | ~1.800 bis ~4.500          | ~1.800 bis ~4.500          | 10.400              |
| Aktive Produktion                  | Ja                   | Nein                 | Ja                   | Ja                   | Ja                   | Ja                   | Ja                   | Ja                   | Nein  | Ja                         | Ja                         | Ja                         | Ja                         | Ja                  |

## Firmengeschichte

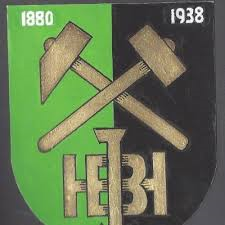
Jenbacher Berg- und Hüttenwerke Logo

### Ursprünge

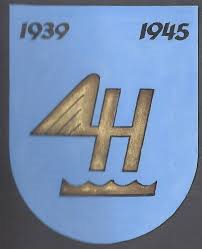
Heinkel Werke Jenbach Logo

Obwohl die Firma unter dem heutigen Namen keine lange Geschichte aufweist, gehen ihre Ursprünge weit zurück. 1487 wurde ein Hüttenbetrieb durch die Fugger gegründet. 1526 Verlegung des Kupfer- und Silberbergbaus von Schwaz nach Jenbach. 1657 wurde der gesamte Fugger-Besitz in Tirol vom Staat übernommen, die Kupfer- und Silbervorkommen waren jedoch erschöpft, so dass ab diesem Zeitpunkt Eisenerz abgebaut wurde. 1774 Beteiligung des K.K. Montanärars & Umstellung auf Eisengewinnung. 1870 ging die Hütte zwischenzeitlich an die Salzburg-Tiroler Montangesellschaft über. Ab 1881 kam es nach Erwerb und Modernisierung des Werkes durch Julius und Theodor Reitlinger zur Umbenennung in Jenbacher Berg- und Hüttenwerke. 1908 erfolgte die Einstellung des Bergbaus auf der Schwader Alpe.
Ab 1909 ging aber auch das Eisen zur Neige, und nach einem Aufschwung während des Ersten Weltkriegs blieb nur mehr die Gießerei übrig.
1914 übernahm Friedrich Reitlinger das Werk nach dem Tode seines Vaters Julius, es folgte die Ernennung zum staatlich geschützten Unternehmen mit Beginn des Ersten Weltkrieges. Der jüdische Industrielle Reitlinger wurde im März 1938, kurz nach dem „Anschluss Österreichs“ an das nationalsozialistische Deutsche Reich, von Nationalsozialisten gewaltsam festgehalten und unter Druck gesetzt, bis er am 14. März 1938 gemeinsam mit seiner Tochter Johanna unter ungeklärten Umständen erschossen wurde.
Das Werk wurde zu Gunsten des Landes Tirol beschlagnahmt und arisiert. Zunächst wurden Bremsklötze für die Deutsche Reichsbahn hergestellt.
1939 erfolgte Erwerb des Werksgeländes durch Ernst Heinkel, der hier eine Produktion von Leichtmetall-Flugzeugteilen und Raketenmotoren etablierte. Das Werk wurde damit zum größten Rüstungsbetrieb Tirols. Dabei kam es zu massivem Einsatz von Zwangsarbeit: Zwei Drittel der 3.000 Beschäftigten waren Zwangsarbeiter. Ein Frauenlager, das als Außenlager des Arbeitserziehungslagers Reichenau der Gestapo unterstand, war bei den Jenbacher Heinkel-Werken angesiedelt. Die ukrainische Zwangsarbeiterin Eugenia Kaser berichtet von erbärmlichen Zuständen im Lager.
1945 erfolgte die Besetzung durch die amerikanische Armee.
Freddy Reitlinger, der einzig überlebende Sohn des 1938 ermordeten Friedrich Reitlinger, versuchte nach dem Krieg erfolglos, den Firmenbesitz restituiert zu bekommen. An Friedrich und Johanna Reitlinger und deren gewaltsames Ende erinnert seit 2024 eine Stele im Reitlingerpark in Jenbach.

### Neustart nach dem Krieg
Nach dem Zusammenbruch am Ende des Zweiten Weltkriegs wurden die „Jenbacher Werke“ unter öffentliche Verwaltung unter Leitung von Herbert von Pichler gestellt. Es musste auf Friedensproduktion umgestellt werden, wobei zuerst Kochgeschirr erzeugt, aber auch mit der Reparatur von Eisenbahnwagen begonnen wurde. Wegen der Verfügbarkeit von entsprechenden Fachleuten und Facharbeitern wurde entschieden, sich auf die Produktion von Dieselmotoren zu konzentrieren. Zuerst wurde ein liegender 15 PS-Einzylinder-Viertaktmotor gebaut, der sehr erfolgreich war und in großen Stückzahlen hergestellt wurde. Diesem folgten weitere Viertakt-Modelle und schließlich Zweitaktmodelle bis über 1500 PS nach. In den 1990er Jahren wurden die großen, vorwiegend Diesel-Zweitaktmotoren allerdings durch zunehmend noch leistungsstärkere und vorwiegend gasbetriebene Turbo-Viertaktmotoren verdrängt. Jenbach hatte nie lediglich Motoren, sondern stets Komplettanwendungen mit Kompressoren, Pumpen, Stromgeneratoren oder dgl. produziert. Mittels Lkw-Anhängerkupplung zu ziehende zweirädrige Baustellenkompressoren mit Einzylindermotor und Handkurbelstart waren zum Betrieb von Presslufthämmern auf Baustellen in den 1970er bis 1990er Jahren in Österreich sehr verbreitet. Markant ist die am Heck schräg abfallende Blechverkleidung, die den unten querliegenden zylindrischen Kessel nur teilweise abdeckt.

### Konstitution als integrierte Gruppe und Aufspaltung
Erst 1959 wurde die Firma als Jenbacher Werke AG konstituiert, wobei die Hauptaktionäre die Creditanstalt-Bankverein (CA) mit 35 % und Mannesmann mit 26 % waren, der Rest befand sich in Streubesitz. Die CA erhöhte ihren Anteil kontinuierlich, und durch den Verkauf der Mannesmann-Anteile an die von der CA kontrollierte Andritz AG erlangte sie überwiegende Mehrheit des Aktienkapitals. 1979 waren 1.550 Angestellte im Werk beschäftigt. 1988 wurde das Unternehmen mehrheitlich von der Auricon Beteiligungs AG erworben.
1991 kam es zur Aufteilung in die Jenbacher Energiesysteme AG (JES) und die Jenbacher Transportsysteme AG (JTS). JTS übernahm noch im gleichen Jahr 29,9 % der britischen Telfos Holding, wodurch sich das Unternehmen auch einen Einfluss auf Ganz-Hunslet, die ehemalige ungarische Lokomotivfabrik Ganz-Mávag, sicherte. Ende des Jahres wurde JTS Mehrheitseigentümer von Telfos. Kein Erfolg wurde der Versuch, mit Hilfe der AEG auch in die Straßenbahnproduktion einzusteigen.

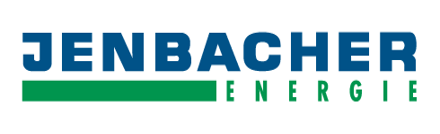
Jenbacher Energiesysteme Logo

Nachdem der Integral einen Verlust von über 22 Millionen Euro verursacht hatte, wurde die Schienenfahrzeugsparte 2001 an Connex abgestoßen. Der andere Firmenteil wurde 2003 an General Electric verkauft.

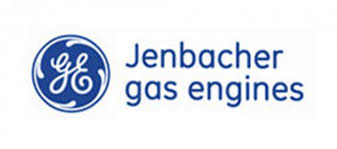
GE Jenbacher Gas Engines Logo

### Innio Jenbacher ab 2018
Im Juni 2018 gab General Electric den Verkauf seiner gesamten Sparte Distributed Power, bestehend aus den Gasmotorenaktivitäten der Gruppe mit u. a. den Geschäften der GE Jenbacher und dem Werk in Jenbach, an den Finanzinvestor Advent bekannt.
Am ersten November 2018 wurde Jenbacher mit ihren Schwesterfirmen Waukesha und Kapfenberg unter den neuen Firmen- und Markennamen Innio fusioniert, die Firmenzentrale von Innio ist in Jenbach. Seit Juli 2019 betreuen die Geschäftsbereiche Waukesha und Jenbacher als eigenständige Einheiten unter der Dachmarke Innio weltweit ihre Kunden in verschiedenen Branchen.
2020 übernahm Innio Jenbacher den Ersatzteilehersteller und Gas-Motoren-Service-Spezialisten PowerUP, der 2016 gegründet worden war. Seither fertigt Innio Jenbacher unter anderem Gasmotoren, die mit einer Vielzahl an Gasarten betrieben werden können, von Erdgas über Biogas bis Kohlegas und Deponiegas. Sie werden hauptsächlich für die Energiegewinnung mittels Kraft-Wärme-Kopplung (KWK), in der Notstromversorgung oder bei der Integration erneuerbarer Energien eingesetzt.

## Ehemalige Aktivitäten

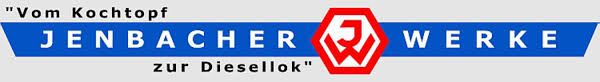
JW – Vom Kochtopf zur Diesellok

Ab 1945 wurde unter anderem mit Reparaturen von rollendem Gut für die französische Besatzungsmacht begonnen. Zudem stellte Jenbacher zunehmend Fahrgestelle für Dieselmotoren (Feldbahn-Diesellokomotiven, Kompressoren und Diesel-Karren, etwa den Büffel für Reisegepäck und Bahnexpress-Gut auf den Bahnsteigen) und in der Folge zahlreiche Eisenbahn-Triebfahrzeuge für die Österreichischen Bundesbahnen, aber auch Fahrzeuge für andere Bahnverwaltungen und Betriebe her.

### Motorenblöcke für die Lindner Traktoren Werke, Kompressoren und Standmotore

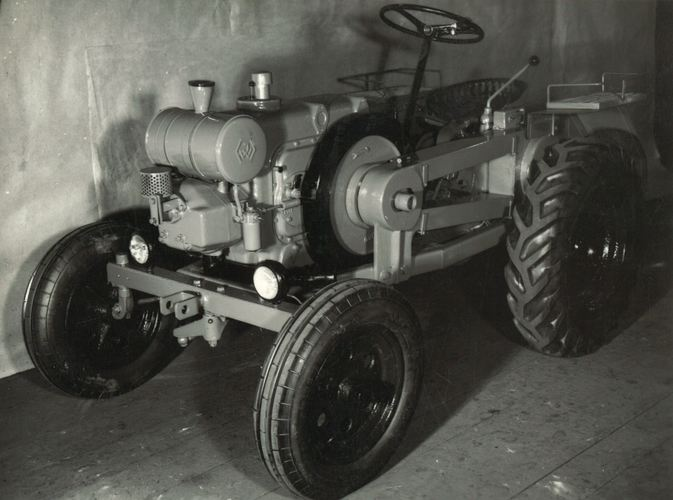
Lindner Traktor JW 15

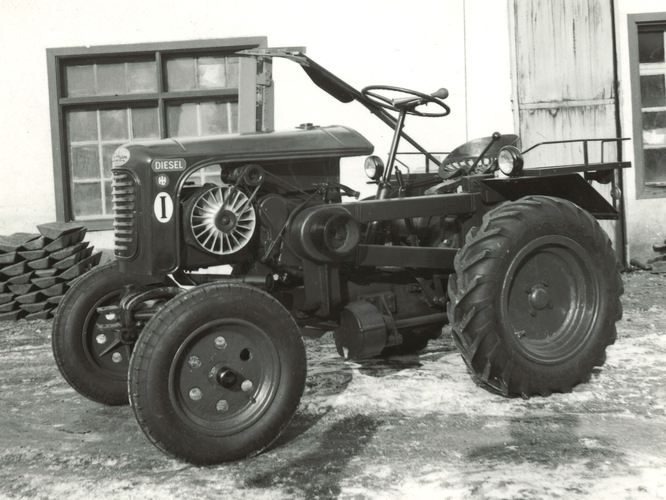
Lindner Traktor JW 35

Jenbacher baute ab 1948 Stationärmotoren mit zwei Schwungscheiben mit den Typenbezeichnungen JW 15 (15 PS, 11 kW), JW 20 (20 PS, 15 kW) und JW 35 (40 PS, 30 kW), welche unter anderem in den Lindner Diesel-Traktoren „L-15PS“ und „L-20 PS“ verbaut wurden.
Die Type JW 8 leistete 4 bis 8 PS bei Drehzahlen zwischen 800 und 1500 min−1 und konnte über eine Riemenscheibe etwa eine Dreschmaschine antreiben.
JW 15 K bezeichnete einen Kompressor, der – in Fahrtrichtung gesehen – an der rechten Seite anzukurbeln war.
Es gab auch einen JW 20 Motor und Kompressor.
Der Kompressor JW 220 wurde 1961 gebaut und ist hingegen auf der linken Seite anzukurbeln.

### Motoren der Baureihe „LM“

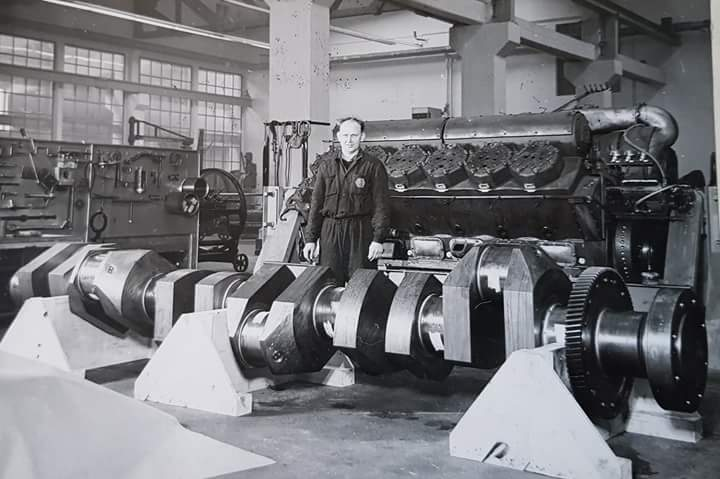
JW LM 1500 & Kurbelwelle VM6 1500 SGO Verdichter BJ 70-77

Am Beginn der Entwicklung einer neuen Reihe von Hochleistungsmotoren ab den 1980er Jahren musste eine Entscheidung zwischen dem Viertakt- und dem Zweitaktprinzip getroffen werden. Unter Berücksichtigung der einfacheren Bauweise mit wenigen beweglichen Verschleißteilen, des vorteilhafteren Leistungsgewichts und der substantiell niedrigeren NOx-Abgasemmissionen wurde dem Zweitaktprinzip der Vorrang eingeräumt.
Ein Zweitaktmotor mit Spülluftkühlung für den stationären Anwendungsbereich weist ein gutes Leistungsgewicht auf. Die durch die Umweltschutzbehörden festgelegten Abgasgrenzwerte gewinnen fortlaufend an Bedeutung.
Aus diesem Grund konzentrierte sich die Entwicklung auf Zweitaktmotoren mit innerer Gemischbildung und einem Leistungsbereich von 750 bis 2500 kW bei 1000 min−1 auf Basis einer Dieselmotorenreihe mit sechs, acht und zwölf Zylindern.

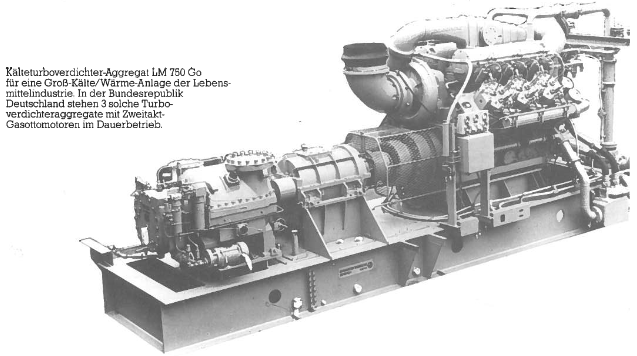
Kälteturboverdichter-Aggregat LM 750 Go für eine Groß-Kälte, Wärme-Anlage der Lebensmittelindustrie

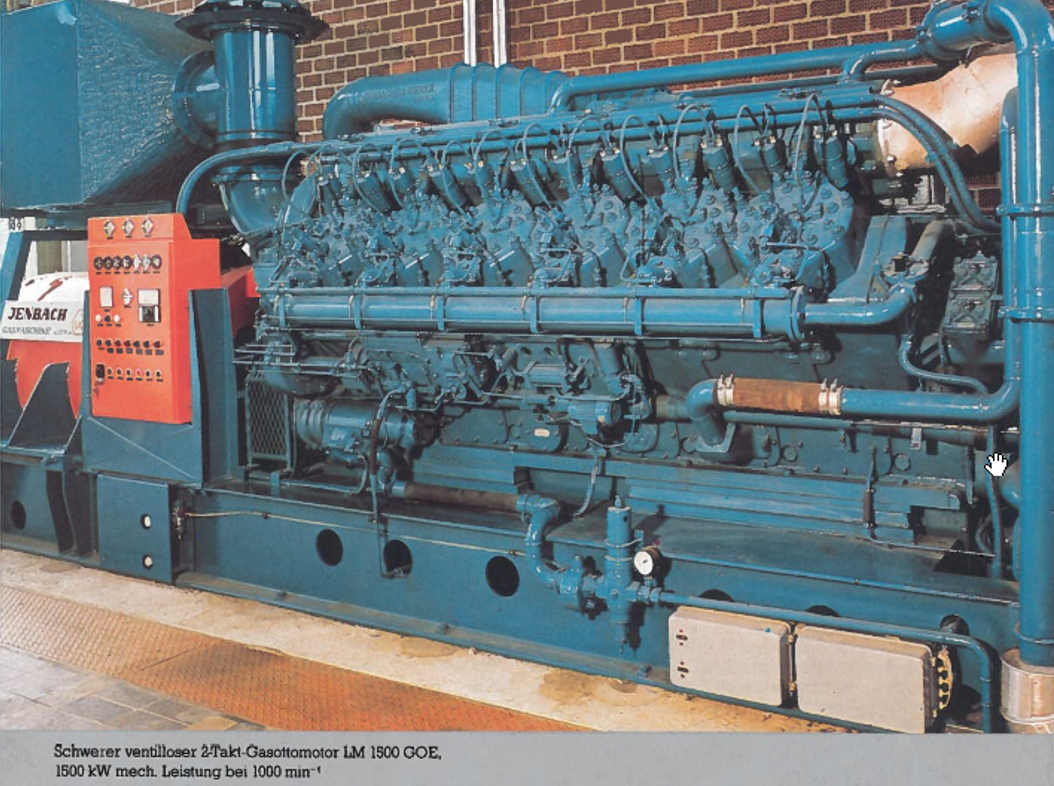
Schwerer ventilloser 2-Takt-Gasottomotor LM 1500 GOE, 1500 kW mech. Leistung bei 1000 Umdrehungen

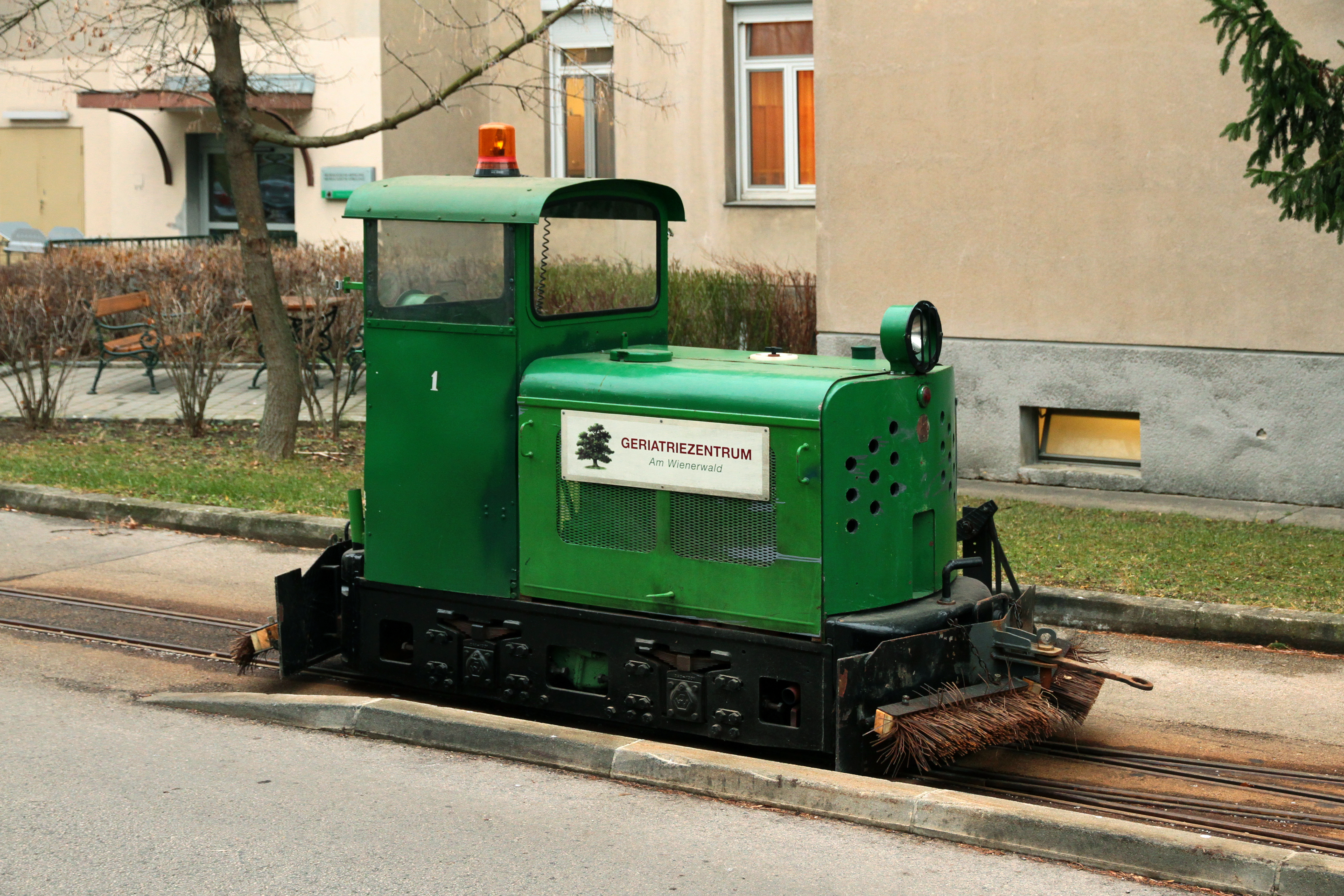
Jenbacher Feldbahnlokomotive JW 15 der Versorgungsheimbahn Lainz in Wien

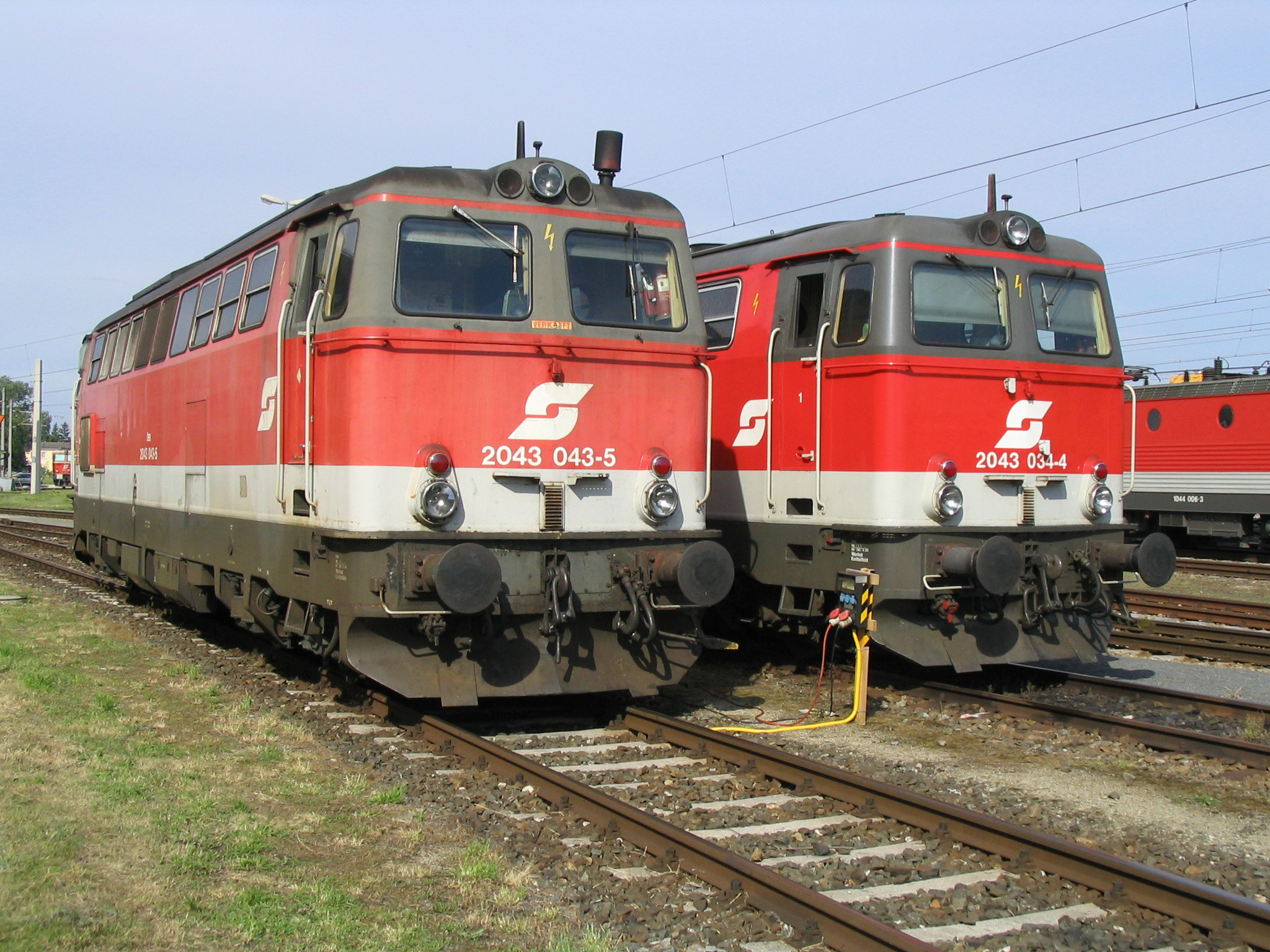
Diesellokomotiven der ÖBB-Baureihe 2043 in Wels

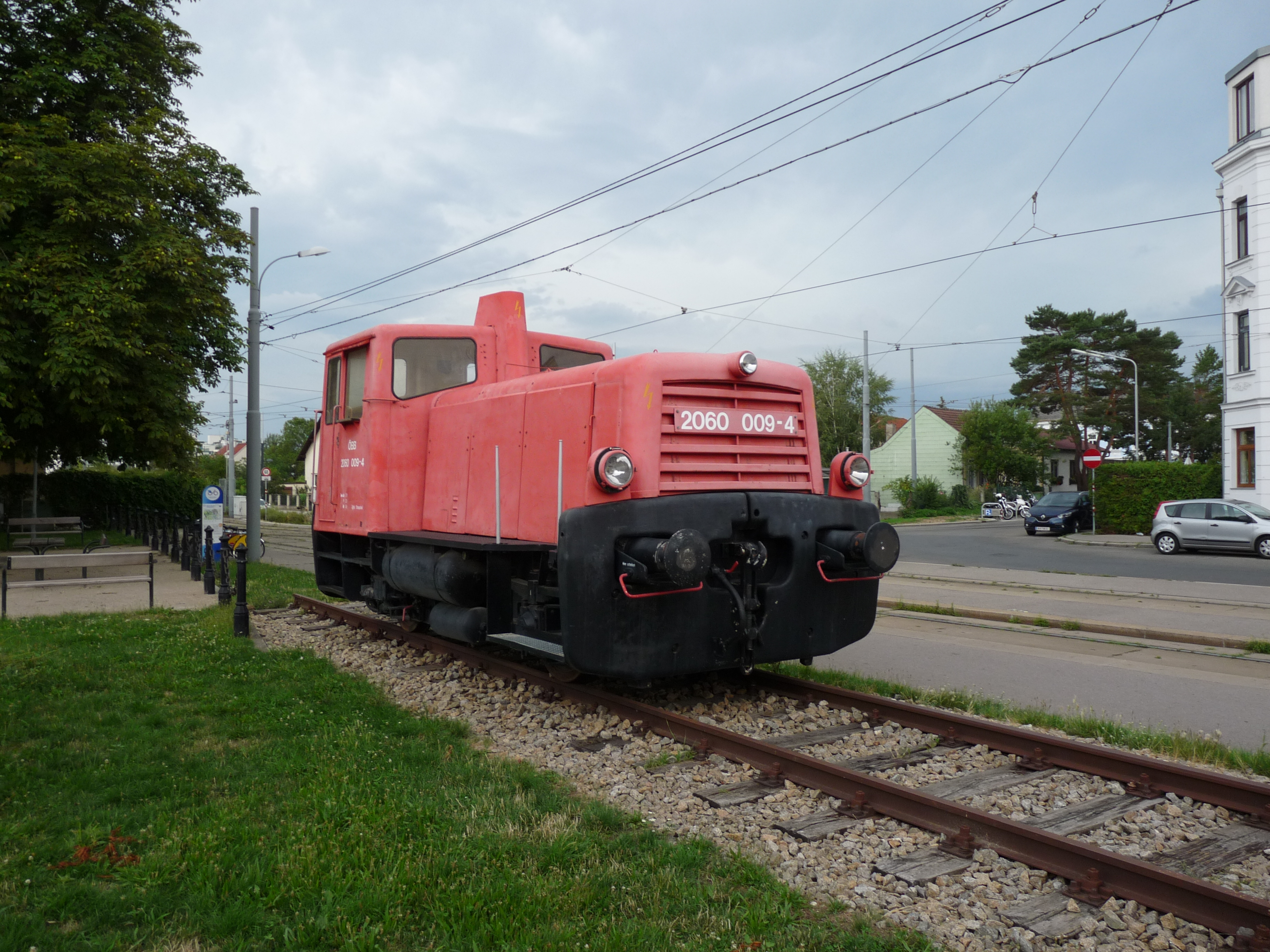
Diesellokomotive der ÖBB-Baureihe 2060 in Wien-Stammersdorf

| Anbei die Übersicht der entwickelten LM Motoren: | Anbei die Übersicht der entwickelten LM Motoren: | Anbei die Übersicht der entwickelten LM Motoren: | Anbei die Übersicht der entwickelten LM Motoren: | Anbei die Übersicht der entwickelten LM Motoren: | Anbei die Übersicht der entwickelten LM Motoren: | Anbei die Übersicht der entwickelten LM Motoren: | Anbei die Übersicht der entwickelten LM Motoren: |
| Typ                                              | LM 750Go                                         | LM 1000Go                                        | LM 1500Go                                        | LM 1750Go                                        | LM 2000Go                                        | LM 2250Go                                        | LM 2500Go                                        |
| ------------------------------------------------ | ------------------------------------------------ | ------------------------------------------------ | ------------------------------------------------ | ------------------------------------------------ | ------------------------------------------------ | ------------------------------------------------ | ------------------------------------------------ |
| Anzahl Zylinder                                  | 6                                                | 8                                                | 12                                               | 14                                               | 16                                               | 18                                               | 20                                               |
| Hubraum (Liter)                                  | 67,8                                             | 90,4                                             | 135,6                                            | 158,2                                            | 180,8                                            | 203,4                                            | 226,0                                            |
| Leistung (kW)                                    | 750                                              | 1000                                             | 1500                                             | 1750                                             | 2000                                             | 2250                                             | 2500                                             |
| Masse (kg)                                       | 7400                                             | 8900                                             | 11800                                            | 18600                                            | 20800                                            | 23200                                            | 25300                                            |

### Schienenfahrzeuge
Beginnend mit dem „Jenbach Pony“ (1948) wurden bis 1989 über 2000 Stück der Jenbacher Feldbahnlokomotiven erzeugt. Grundlage für diese war der robuste liegende 1-Zylinder-Dieselmotor.
1950 verließ die erste normalspurige Lok das Werk. Die Rangierlok mit der Bezeichnung JW 50 V10 bzw. JW 50 V12 hatte einen 3 Liter großen, 50 PS starken 1-Zylinder Zweitakt-Dieselmotor aus eigener Produktion, ein mechanisches 3-Gang-Getriebe und eine Höchstgeschwindigkeit von 15 km/h. Der Antrieb der Achsen erfolgte mittels Rollenketten. 1951 folgte eine 100 PS starke größere Lokomotive mit der Bezeichnung JW 100 V20. Diese hatte einen doppelt so großen 2-Zylinder Dieselmotor, 4-Gang-Getriebe und schaffte 30km/h.
Ab 1954 war neben der dieselhydraulischen DH 200 B28 (ÖBB 2060) auch eine Variante mit Kettenantrieb, mechanischem Getriebe (auf Wunsch war auch hier das Getriebe der ÖBB 2060 erhältlich) und einer Höchstgeschwindigkeit von 30km/h erhältlich. Deren Typenbezeichnung lautete JW 180 bzw. DM- bzw. DH 200 B26. Nach der 200PS Lok folgten die größeren 400 und 600PS starken DH 400 B32 (ÖBB 2062), DH 400 C42, DH 600 C48 und die elektrohydraulische EH 600 C48 (ÖBB 1067). Bei den dreiachsigen Loks wurde die mittlere Achse spurkranzlos ausgeführt. Dem Dieselmotor liegt ein Baukastensystem mit einer Zylinderleistung von 50PS zugrunde, so haben die 200 PS einen 4-Zylinder, die 400PS einen 8-Zylinder und die 600PS einen 12-Zylinder Zweitakt Diesel. Die JW400 und 600 haben einen zusätzlichen kleinen 20PS starken Einzylinder Dieselkompressor des Typs JW 220K. Sieben JW20-Feldbahnloks wurden in Normalspur gebaut.
Für die ÖBB stellte das Unternehmen neben den bereits genannten Rangierlokomotiven ferner die Reihen 2043, 5081 (Lizenzbau des Uerdinger Schienenbus), die "Flüsterloks" Reihe 2068 sowie die als "Nebenbahnretter" geltenden Dieseltriebwagen 5047 und 5147 her. Einige dieser Bauarten waren auch bei anderen Bahnverwaltungen im Einsatz. Auch die Jugoslawischen Eisenbahnen bestellten eine größere Anzahl von Verschublokomotiven, und an die SŽD konnte man mehrere Varianten der Reihe МГ in russischer Breitspur liefern. Ebenfalls zur SŽD kamen 27 Generatorloks, die auch als Kraftwerk zur Stromerzeugung verwendet werden konnten. Weitere belieferte Bahngesellschaften waren beispielsweise die GKB, die TCDD und die EAR, für die 1971 Lokomotiven in Kooperation mit Henschel entstanden. In den Sechziger-Jahren wurden auch Deutz-Diesellokomotiven mit ca. 200 – 500 PS Leistung in Lizenz gebaut. Besonders die Voest setzte viele JW-Werkslokomotiven ein.
Die Jenbacher Werke bezeichneten ihre Lokomotiven nach einem System, aus dem Kraftübertragung, ungefähre Leistung, Achsfolge oder Einsatzzweck sowie das Dienstgewicht hervorgehen. Die ÖBB-Reihe 2060 trug daher die Werksbezeichnung DH 200 B28. Die anderen Modelle trugen die Bezeichnung JW.
1973 hatten die Jenbacher Werke im Rahmen eines Lizenzübereinkommens mit Henschel drei 1000-PS-Vierachsloks gemäß deren Typs DHG 1000 BB an die Vöest Linz geliefert (1004.01-03). Unter Verzicht auf ein Zugheizaggregat kristallisierte sich für die GKB die Übernahme des Grundentwurfes der Industriebahn-Mittelführerstandlok Henschel DHG 1000/1200 heraus. Die Erstserie V 1500.1 bis 4 (JW 3.750-001 bis 004) wurde Ende 1975 ausgeliefert. Die etwas schwereren V 1500.5 und V 1500.6 entstammen einzelnen Nachbauaufträgen und wurden Ende 1977 bzw. 1978 abgeliefert. Diese wurden mit dem Jenbacher-Motor Typ LM 1500 V ausgerüstet. 1991 wurden die Loks mit Mehrfachtraktionssteuerung für den Wendezugbetrieb nachgerüstet. 1997 begann die Remotorisierung mit aufgeladenem Viertakt-Dieselmotor MTU 12V396 TC 14. Die umgebauten DH 1500.1 und 6 erfüllen heutige Anforderungen bezüglich Lärmemission und Abgasnormen, die Nennleistung blieb fast gleich (1120 statt 1103 kW).
Die V 1500 kommen heute bei den Doppelstockwagen bzw. bei Güterzügen zum Einsatz.
International am bekanntesten ist die Rolle der Jenbacher Werke bei der Herstellung von schmalspurigen Feldbahn- und Montanbahnlokomotiven. Derartige Lokomotiven wurden nicht nur nach Europa, sondern auch nach Afrika, Asien und Ozeanien geliefert. Zahlreiche Exemplare sind als Museumsstücke erhalten, einige wenige sind noch in regulärem Einsatz.
Auch im Waggonbau war Jenbacher aktiv. Die Aufträge für Güter- und Personenwagen für die ÖBB wurden meist proporzmäßig an die als SPÖ-nahe geltende SGP und die ÖVP-nahen Jenbacher Werke vergeben. So wurden ab 1965 vierachsige Reisezugwagen für den Inlandsverkehr der ÖBB, die sogenannten „Schlierenwagen“, in Lizenz gebaut. 1970 folgte in Eigeninitiative der sogenannte K-Wagen. Auch an der Fertigung der Inlandsreisezugwagen ("lange Schlieren") und den Eurofima-Wagen war Jenbacher beteiligt.
Das letzte wichtige Produkt, der Triebzug Integral S5D95 der Bayerischen Oberlandbahn, war allerdings ein Misserfolg, der letztlich zum Rückzug aus dem Schienenfahrzeugbau führte.

## Auszeichnung
- 2017: Fabrik des Jahres, europaweit ausgeschriebener GEO-Award[20]
- 2020: Maintenance Award Austria[21], Preis für die exzellenteste Instandhaltung Österreichs 2020, vergeben von der Österreichische technisch-wissenschaftliche Vereinigung für Instandhaltung und Anlagenwirtschaft